# Satu Nou, Teleorman
Satu Nou este un sat în comuna Didești din județul Teleorman, Muntenia, România. Se află în partea de nord-vest a județului, în Câmpia Găvanu-Burdea, pe pârâul Tecuci. În perioada interbelică, satul s-a numit Răsfirați. Aici, în 1964, s-a născut scriitorul și publicistul Dan Gîju.